# Прайд, Линн
Линн Прайд (англ. Lynn Pride; род. 16 октября 1978 в Виро-Бич, Флорида, США) — американская профессиональная баскетболистка, выступала в женской национальной баскетбольной ассоциации. Она была выбрана на драфте ВНБА 2000 года в первом раунде под общим седьмым номером командой «Портленд Файр». Играла на позиции атакующего защитника и лёгкого форварда.

## Ранние годы
Линн Прайд родилась 16 октября 1978 года в городе Виро-Бич (штат Флорида). Выросла она в городе Арлингтон (штат Техас), где посещала среднюю школу имени Сэма Хьюстона, в которой выступала за местную баскетбольную команду.